# Journal of Late Antiquity
Das Journal of Late Antiquity (abgekürzt JLA) ist eine altertumswissenschaftliche Fachzeitschrift, die sich mit der Spätantike beschäftigt. Es erscheint halbjährlich jeweils im März und im Oktober.
Die erste Ausgabe erschien im Frühling 2008. Nach der seit 1993 erscheinenden französischen Zeitschrift Antiquité tardive war das Journal of Late Antiquity die zweite Fachzeitschrift (und die erste englischsprachige), die sich explizit auf die Spätantike spezialisiert hat. Die Gründung der neuen Zeitschrift trug dem Umstand Rechnung, dass die Spätantike vor allem gegen Ende des 20. Jahrhunderts verstärkt in den Fokus der Forschung gerückt und mittlerweile insbesondere im angelsächsischen Raum zu einem eigenständigen Forschungsgebiet avanciert ist. Die Idee entstand 1995 auf der von der Society for Late Antiquity organisierten Fachtagung Shifting Frontiers in Late Antiquity an der University of Kansas, bekam aber erst 2003 auf einer Konferenz an der University of California, Santa Barbara feste Konturen. Ralph W. Mathisen wurde beauftragt, nach Verlagen für das neue Journal zu suchen. 2005 wurde schließlich die Johns Hopkins University Press als Verlag offiziell angenommen. Nach einer längeren Vorbereitungszeit konnte 2008 der erste Band erscheinen.
Die Zeitschrift versteht sich als interdisziplinär und will Beiträge aus allen altertumswissenschaftlichen und mediävistischen Bereichen versammeln, die sich mit der Spätantike auseinandersetzen. Diese wird hier sehr breit definiert als die Zeit von der späten klassischen bis zur karolingischen Epoche (ca. 250–800 n. Chr.) im westeuropäischen, oströmischen bzw. byzantinischen, sassanidischen und frühislamischen Raum. Dabei soll die Zeitschrift nicht nur längere Aufsätze bieten, sondern auch kleineren Notizen offenstehen; außerdem enthält jede Ausgabe einen Rezensionsteil, in dem die neueste Forschungsliteratur von Fachleuten besprochen wird. Das Journal of Late Antiquity wird zwar in den Vereinigten Staaten herausgegeben, ist aber sehr international ausgerichtet und steht Wissenschaftlern aus allen Ländern offen; Publikationssprache ist allerdings Englisch.
Das Journal of Late Antiquity wurde u. a. mit dem PROSE Award for Professional and Scholarly Excellence der Association of American Publishers für die beste neue Zeitschrift in den Sozial- und Geisteswissenschaften im Jahr 2010 und mit einer Honorable Mention/Runner-Up für die beste neue Zeitschrift im Jahr 2009 durch den Council of Editors of Learned Journals ausgezeichnet. Das Journal of Late Antiquity wurde außerdem zweimal (2013 und 2019) mit dem Codex Award ausgezeichnet, der einmal pro Jahr vom Council of Editors of Learned Journals als Anerkennung für die beste Zeitschrift zu einem beliebigen Thema vor 1500 vergeben wird.
Herausgeberin ist Sabine R. Huebner, als Mitherausgeber fungieren Judith Evans-Grubbs und Dennis Trout. Redakteure des Rezensionsteils sind John Weisweiler, Damian Fernandez und Maria Dörfler. Im wissenschaftlichen Beirat sitzen international anerkannte Forscher wie Jean-Luc Fournet, Susanna Elm, Michael Kulikowski, AnneMarie Luijendijk und Beatrice Caseau.